# 堅邊奇河

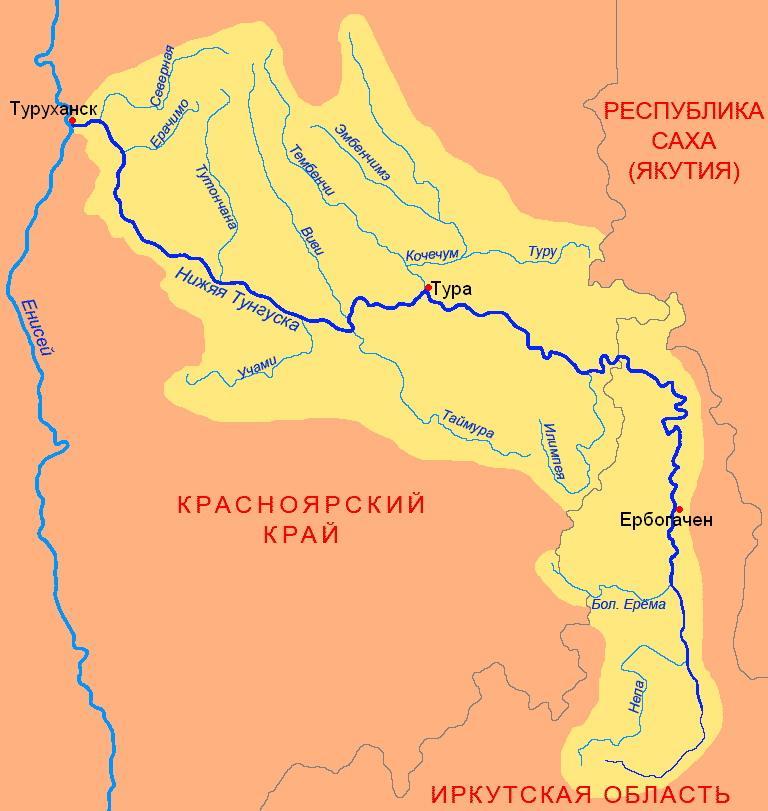

堅邊奇河（羅馬化：Tembenchi）是俄羅斯的河流，屬於科切丘姆河的右支流，由克拉斯諾亞爾斯克邊疆區負責管轄，河道全長571公里，流域面積21,600平方公里，發源自中西伯利亞高原，河水主要來自融雪，每年十月至翌年六月結冰。